# 埃伦贝格 (莱茵兰-普法尔茨州)
埃伦贝格（德語：Ellenberg，發音：[ˈɛlənˌbɛʁk]）是德国莱茵兰-普法尔茨州比肯费尔德县的市镇，面积2.02平方千米，2023年12月31日人口为88人。